# S (cohete)

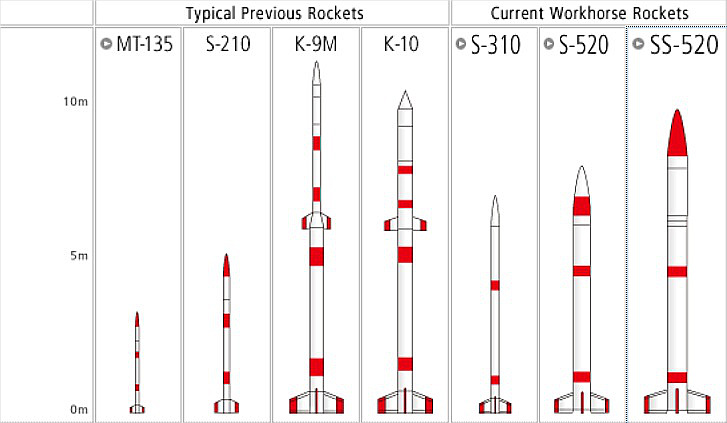
S familia

S es una familia de cohetes sonda japoneses diseñados como medio de observación de bajo coste de la ionosfera y para realizar experimentos en microgravedad, propulsados por combustible sólido y fabricados por Mitsubishi.

## Variantes

### S
Lanzado 204 veces con una tasa de éxito del 98,04%, entre 1963 y 2007.

### Especificaciones
- Apogeo: 50 km
- Longitud total: 2,8 m

### S-A
Lanzado sólo tres veces, las tres en 1963.

### Especificaciones
- Apogeo: 50 km.
- Masa total: 100 kg
- Diámetro: 0,16 m
- Longitud total: 2,8 m

### SA-II
Un único lanzamiento, el 17 de septiembre de 1968.

### Especificaciones
- Apogeo: 20 km
- Diámetro: 0,1 m
- Longitud total: 1 m

### S-B
Doce lanzamientos, entre 1964 y 1971.

### Especificaciones
- Apogeo: 75 km
- Masa total: 100 kg
- Diámetro: 0,16 m
- Longitud total: 2,8 m

### S-C
Tres lanzamientos, todos en 1969.

### Especificaciones
- Apogeo: 85 km
- Masa total: 100 kg
- Diámetro: 0,17 m
- Longitud total: 2,9 m

### S-T
Cohete de prueba, lanzado una sola vez, el 16 de noviembre de 1965.

### Especificaciones
- Apogeo: 20 km
- Diámetro: 0,1 m
- Longitud total: 1 m

### JCR
10 lanzamientos, entre 1969 y 1974.

### Especificaciones
- Apogeo: 200 km
- Masa total: 2300 kg
- Diámetro: 0,5 m
- Longitud total: 7 m

### HM-16
Dos lanzamientos, en 1965.

### Especificaciones
- Apogeo: 20 km
- Empuje en despegue: 10 kN
- Diámetro: 0,1 m
- Longitud total: 3,6 m

### NAL-16
Cohete de prueba lanzado cinco veces, entre 1965 y 1969.

### Especificaciones
- Apogeo: 20 km
- Masa total: 100 kg
- Diámetro: 0,16 m
- Longitud total: 4 m

### S-160
23 lanzamientos entre 1964 y 1972.

### Especificaciones
- Apogeo: 80 km
- Masa total: 100 kg
- Diámetro: 0,16 m
- Longitud total: 4 m

### S-210
47 lanzamientos entre 1966 y 1982. Utilizado para investigaciones ionosféricas desde la base antártica japonesa Showa. Usaba butadieno como propelente debido a su buen comportamiento a bajas temperaturas.

### Especificaciones
- Apogeo: 110 km
- Masa total: 300 kg
- Diámetro: 0,21 m
- Longitud total: 5,2 m
- Tiempo de combustión: 17 s

### S-300 ISAS
4 lanzamientos entre 1966 y 1969. Desarrollado para su uso antártico en paralelo con el S-210.

### Especificaciones
- Apogeo: 160 km
- Masa total: 600 kg
- Diámetro: 0,3 m
- Longitud total: 6 m

### BT-310
3 lanzamientos, todos en 1966. Es una variante del S-310.

### Especificaciones
- Apogeo: 5 km
- Masa total: 700 kg
- Diámetro: 0,31 m
- Longitud total: 6 m

### S-310
45 lanzamientos, entre 1975 y 2007. Diseñado para alcanzar una altura de 200 km, se estabiliza mediante giro (2,8 grados/s) durante el ascenso, giro que disminuye durante el periodo de toma de datos, unos 50 segundos después del despegue.

### Especificaciones
- Apogeo: 190 km
- Masa total: 700 kg
- Diámetro: 0,31 m
- Longitud total: 6,8 m

### S-520
22 lanzamientos, entre 1980 y 1998. Equipado con un sistema de estabilización en los tres ejes y sistema de recuperación. Podía llevar 100 kg de carga útil a 300 km de altura, proporcionando unos cinco minutos de microgravedad para los experimentos. Fue desarrollado para sustituir a los cohetes K-9M y K-10.

### Especificaciones
- Apogeo: 430 km
- Empuje en despegue: 143 kN
- Masa total: 2200 kg
- Diámetro: 0,52 m
- Longitud total: 9 m

### SS-520
Vehículo de prueba de dos etapas, lanzado 2 veces, entre 1998 y 2000. La primera etapa consiste en un S-520 y puede elevar cargas de 140 kg a 1000 km de altura.

### Especificaciones
- Apogeo: 1000 km
- Masa total: 2600 kg
- Diámetro: 0,52 m
- Longitud total: 9,7 m

### NAL-7
Vehículo de prueba de una etapa, lanzado 2 veces entre 1969 y 1970.

### Especificaciones
- Apogeo: 1000 km
- Diámetro: 0,07 m
- Longitud total: 2 m

### NAL-25
Un único lanzamiento, el 1 de febrero de 1969.

### Especificaciones
- Apogeo: 20 km
- Masa total: 100 kg
- Diámetro: 0,25 m
- Longitud total: 4 m

### NAL-735
Dos lanzamientos, el 14 de julio de 2002 y el 9 de octubre de 2005.

### Especificaciones
- Apogeo: 18 km
- Masa total: 4700 kg
- Diámetro: 0,74 m
- Longitud total: 10 m

- Apogeo: 100 km
- Masa total: 200 kg
- Diámetro: 0,2 m
- Longitud total: 6 m

### TT-210
Tres lanzamientos, entre 1975 y 1976.

### Especificaciones
- Apogeo: 100 km
- Masa total: 200 kg
- Diámetro: 0,21 m
- Longitud total: 6 m

### TT-500
Cohete de prueba de dos etapas, con 7 lanzamientos, entre 1977 y 1980. Usado como objetivo de seguimiento y para pruebas de microgravedad y para validación de la tecnología usada en el modelo TT-500A. Proporcionaba unos siete minutos de microgravedad, en los que se hacían experimentos de fusión y solidificación de metales, experimentos con semiconductores y otros.

### Especificaciones
- Apogeo: 300 km
- Masa total: 2200 kg
- Diámetro: 0,5 m
- Longitud total: 10,5 m

### TT-500A
Cohete para experimentos en microgravedad. Lanzado 6 veces, entre 1980 y 1983.

### Especificaciones
- Apogeo: 290 km
- Masa total: 2200 kg
- Diámetro: 0,5 m
- Longitud total: 10,5 m